# Alfonso el Sabio (escultura)
La escultura Alfonso el Sabio es una obra creada por el escultor español José Alcoverro en 1892 para decorar la fachada principal de la Biblioteca Nacional de España, donde permanece en la actualidad.

## Historia

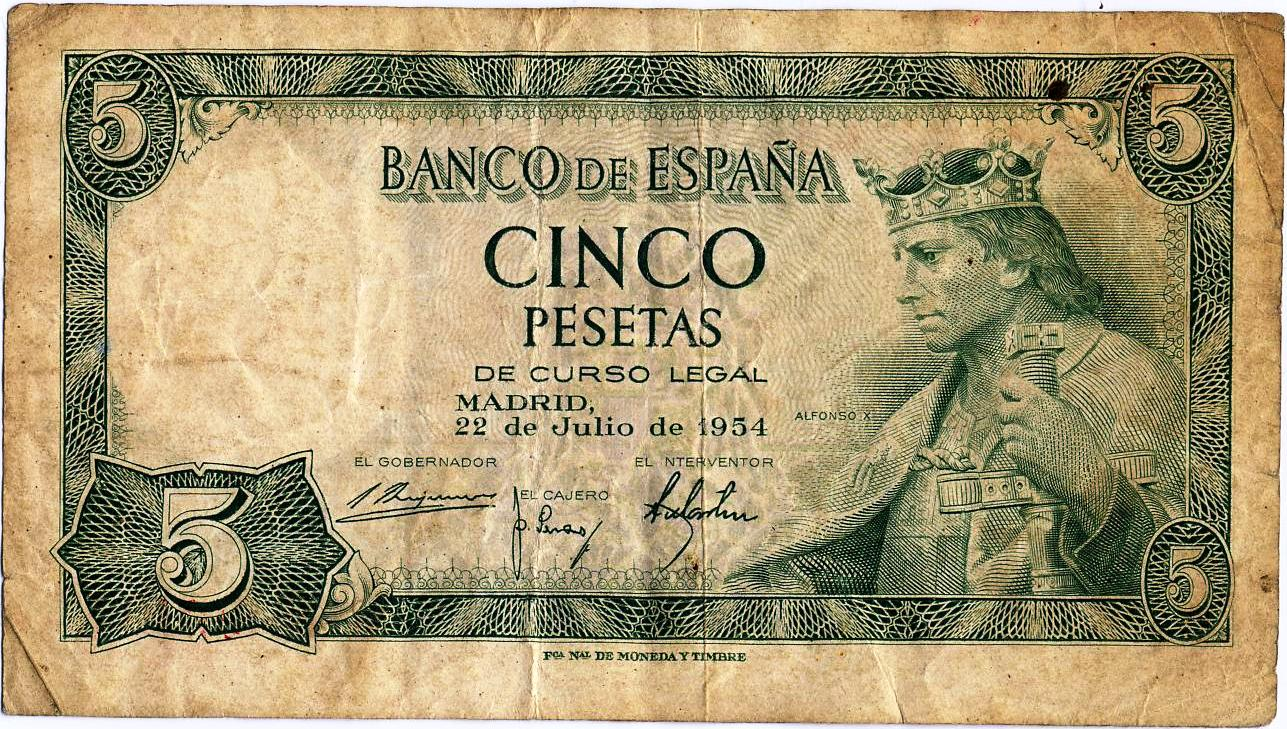
Billete de cinco pesetas con imagen de Alfonso X inspirada en la estatua de Alcoverro.

La construcción de la Biblioteca Nacional y el Museo Arqueológico Nacional de España se había iniciado en 1866. Casi tres décadas después, en 1891, al aproximarse la finalización de las obras, la Real Academia de Bellas Artes de San Fernando convocó un concurso público entre escultores españoles, en el que se fijaban los temas y las dimensiones de las estatuas que debían ornamentar la fachada. El concurso, como era habitual en la época, consistía en una primera fase de selección de bocetos, seguida de la elaboración de una réplica en yeso a tamaño natural de los bocetos escogidos. Las réplicas se ubicaban en su situación de destino para ser juzgadas, antes de que una de ellas fuese premiada y tallada de forma definitiva.
El escultor ganador de la propuesta de estatua a Alfonso X de Castilla (r. 1252-1284) fue José Alcoverro, escultor tarraconense afincado en Madrid, discípulo de José Piquer y autor entre otras, de las estatuas del Padre Piquer en la plaza de las Descalzas, y de Agustín Argüelles, antes situada en la calle de la Princesa. Alcoverro también ganó el concurso para encargarse de la estatua dedicada a Isidoro de Sevilla, con la que esta de Alfonso el Sabio hace pareja flanqueando la escalinata de la entrada a la Biblioteca Nacional, y la dedicada al escultor Alonso Berruguete, que se halla en el lado del Museo Arqueológico Nacional.
La estatua se labró en mármol blanco italiano, respetando las medidas que había dictado la Academia. Alcoverro cobró por ella 17.500 pesetas.

## Descripción
La escultura representa al rey sedente sobre un asiento medieval, a sugerencia de la Academia, que prefirió esa posición en lugar del pedestal arquitectónico que había propuesto el autor.